# Coober Pedy
Coober Pedy é uma cidade localizada no estado australiano da Austrália Meridional, com aproximadamente 3.000 habitantes. O nome da cidade vem da palavra aborígene kupa-piti, que significa poços de água dos garotos.
A cidade é maior produtora de opala, sendo considerada a capital mundial deste minério. Sua fundação data da década de 1910, quando foram descobertos, em 1915, as primeiras minas de opala.
Outra particularidade da localidade é que praticamente tudo na cidade é subterrâneo, como casas, lojas, hotéis, bares, galerias de arte e até as igrejas. Isto porque as chamadas "dugouts" (covas escavadas) são para os moradores escaparem do calor sufocante do deserto.

## Ver também

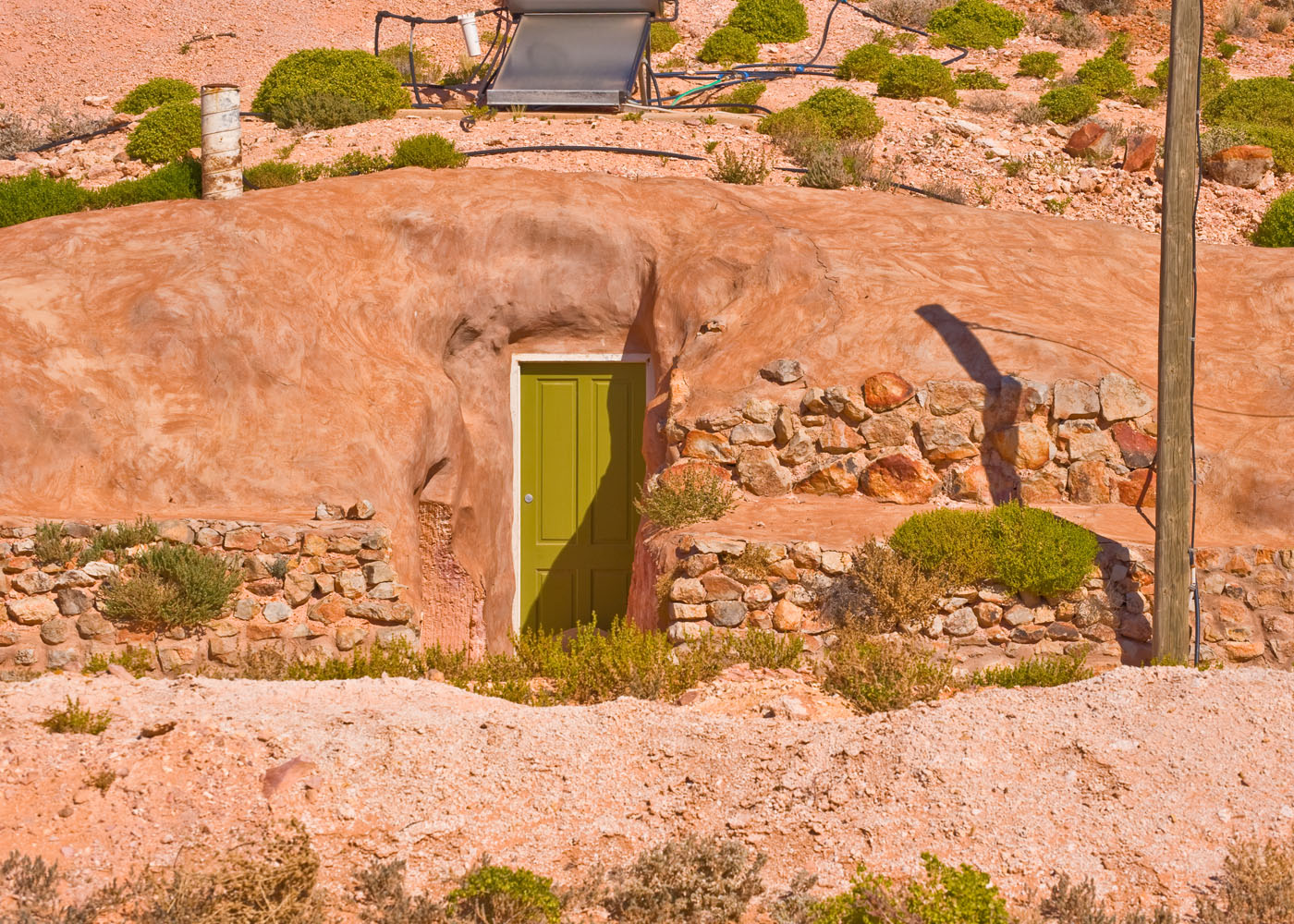
Casa subterrânea em Coober Pedy